# Zischgeles
Zischgeles es una montaña en los Alpes de Stubai (Stubaier Alpen) en Tirol en el oeste de Austria. El pico de la cumbre tiene una altitud de 3004 m s. n. m.
La ruta normal empieza en el poblado de Praxmar y no requiere el uso de equipo para glaciares, por lo cual el Zischgeles es considerado un pico de encima des los 3000 m metros fácil.
En invierno el Zischgeles es destino para tours en esquís.